# Шиппо, Юссеф
Юссеф Шиппо (араб. يوسف شيبو‎; род. 10 мая 1973) — марокканский футболист, выступавший на позиции полузащитника за сборную Марокко.

## Клубная карьера
Юссеф Шиппо начинал свою карьеру футболиста в марокканском клубе «Кенитра». Сезон 1995/96 он провёл за саудовский «Аль-Хиляль», а сезон 1996/97 — за катарский «Аль-Араби». С обеими командами Шиппо выигрывал национальные первенства. Летом 1997 года он перешёл в португальский «Порту». 29 августа того же года он дебютировал в Примейре, выйдя на замену в домашнем поединке против «Белененсиша». 25 января 1998 года марокканец забил свой первый гол в рамках лиги, отметившись в домашнем матче с «Варзином». С «Порту» Шиппо дважды становился чемпионом Португалии. В 1999 году он перебрался в английский «Ковентри Сити», за который отыграл следующие четыре сезона.
В 2003 году полузащитник стал футболистом катарского «Аль-Садда», а в 2005 — катарской же «Аль-Вакры». В 2006 году Шиппо вернулся в «Кенитру», где вскоре и завершил свою игровую карьеру.

## Карьера в сборной
Юссеф Шиппо сыграл за Марокко в одном матче футбольного турнира летних Олимпийских играх 1992 в Испании: группового этапа со Швецией. 
На Кубке африканских наций 1998 года в Буркина-Фасо Шиппо провёл за сборную Марокко все четыре матча: группового этапа с Замбией, Мозамбиком и Египтом, а также четвертьфинала с ЮАР. Полузащитник был включён в состав сборной Марокко на чемпионат мира по футболу 1998 года во Франции, где сыграл во всех трёх играх своей команды на турнире: с Норвегией, Бразилией и Шотландией. Он также играл за национальную команду ещё на трёх Кубках Африки: 2000 года в Гане и Нигерии, 2002 года в Мали и 2006 года в Египте. 

## Достижения
«Аль-Хиляль»  
- Чемпион Саудовской Аравии (1): 1995/96

 «Аль-Араби»  
- Чемпион Катара (1): 1996/97

 «Порту»  
- Чемпион Португалии (2): 1997/98, 1998/99
- Обладатель Кубка Португалии (1): 1997/98

 «Аль-Садд»  
- Чемпион Катара (1): 2003/04
- Обладатель Кубка эмира Катара (1): 2005